# گلوریا روبن
گلوریا روبن (انگلیسی: Gloria Elizabeth Reuben؛ زادهٔ ۹ ژوئن ۱۹۶۴) هنرپیشه، تهیه‌کننده و خواننده اهل کانادا است. وی از سال ۱۹۸۵ میلادی تاکنون مشغول فعالیت بوده‌است.
از فیلم‌هایی که وی در آن نقش داشته است، می‌توان به لینکلن، پلیس زمان، آخرین لحظه، شک منطقی، جیزس می‌غلتاند، طلوع وودو و پذیرش اشاره کرد.